# Widiya Shamsuri
Widiya Habibah Binti Shamsuri (* 29. Mai 1977) ist eine ehemalige malaysische Fußballschiedsrichterassistentin.
Shamsuri war unter anderem Schiedsrichterassistentin beim olympischen Fußballturnier 2008 in Peking, bei der Weltmeisterschaft 2011 in Deutschland (ein Einsatz als Assistentin von Cha Sung-mi), beim olympischen Fußballturnier 2012 in London (als Assistentin von Sachiko Yamagishi) und bei der Weltmeisterschaft 2015 in Kanada (zwei Einsätze als Assistentin von Rita Gani und Ri Hyang-ok).
2015 beendete sie ihre aktive Schiedsrichterkarriere.
Heute arbeitet Shamsuri als Referee Assessor für Malaysia. Sie ist Angehörige der Polis Diraja Malaysia (PDRM) im Rang eines Sergeants.